# Erythrococca molleri
Erythrococca molleri là một loài thực vật thuộc họ Euphorbiaceae. Đây là loài đặc hữu của São Tomé và Príncipe.